# Michiko Matsuda
Michiko Matsuda (jap. 松田 理子, Matsuda Michiko; * 26. Oktober 1966) ist eine ehemalige japanische Fußballspielerin.

## Karriere

### Verein
Sie begann ihre Karriere bei Prima Ham FC Kunoichi.

### Nationalmannschaft
Im Jahr 1981 debütierte Matsuda für die japanischen Nationalmannschaft. Sie wurde in den Kader der Fußball-Weltmeisterschaft der Frauen 1991 berufen. Insgesamt bestritt sie 45 Länderspiele für Japan.